# Педро Парамо
„Педро Парамо“ (на испански: Pedro Páramo) е роман на мексиканския писател Хуан Рулфо, издаден през 1955 година.
Книгата разказва за мъж, който пътува в провинцията в търсене на баща си, но попада в град, населен с призраци. Веднага след издаването си романът е зле приет, но през следващите няколко години получава голяма известност, оказвайки силно влияние върху формирането на магическия реализъм.
„Педро Парамо“ е издаден на български през 1976 година в превод на Емилия Ценкова.